# Enrico Racca
Enrico Antonio Racca (Savigliano, 21 de agosto de 1977) é um engenheiro italiano de Fórmula 1 que atualmente é o chefe da cadeia de suprimentos e manufatura da equipe de Fórmula 1 da Ferrari.

## Carreira
Racca se graduou em engenharia elétrica no Politécnico de Turim em 2002 e, obteve um MBA em 2009.
Ele ingressou na Fiat em 2003 como engenheiro de qualidade do fornecedor, depois acompanhou o desenvolvimento de produtos de vários modelos da casa (do Alfa Romeo MiTo aos veículos comerciais da Chrysler). Em 2014, ele foi nomeado gerente global de commodities, supervisionando a implementação de estratégias de compras mundiais relacionadas à compra de componentes para plataformas de veículos.
Em 2015, ele ingressou na Ferrari como chefe de compras da Fórmula 1, cargo que desempenhou até 2019, quando foi nomeado chefe de funções de equipe. Em janeiro de 2022, foi anunciado que ele havia sido nomeado chefe da cadeia de suprimentos e manufatura, uma função que o leva a lidar com compras, produção, qualidade, logística e engenharia de materiais usados na construção dos carros de Fórmula 1 da Scuderia Ferrari.